# Antígon (general)
Antígon (Antigonus, Ἀντίγονος) fou un general de Perseu de Macedònia en la guerra contra els romans. La missió que li fou encarregada durant la guerra fou la vigilància de la costa d'Aènia.